# Phasengeschwindigkeit

Der rote Punkt ist immer am Punkt gleicher Phase (Wellenberg) und bewegt sich mit der Phasengeschwindigkeit der blauen, monochromatischen Welle.

Ein Wellenpaket breitet sich in einem nicht-dispersiven Medium aus (z. B. eine elektromagnetische Welle im Vakuum).

Ein Wellenpaket breitet sich in einem dispersiven Medium aus.

Die Phasengeschwindigkeit ist die Ausbreitungsgeschwindigkeit gleicher Phasen einer monochromatischen Welle.
In dispersiven Medien breiten sich Wellen unterschiedlicher Frequenz mit unterschiedlichen Phasengeschwindigkeiten aus. Bei der Ausbreitung von Wellenpaketen (also der Summe mehrerer überlagerter monochromatischer Wellen) in dispersiven Medien sind folglich auch die Phasendifferenzen zwischen einzelnen Komponenten nicht konstant, sondern zeitabhängig: Die Form des Wellenpaktes ändert sich (es „zerfließt“).
In der oberen Abbildung bewegt sich der rote Punkt mit der Phasengeschwindigkeit. Die zweite Abbildung zeigt ein Wellenpaket, dessen Gruppengeschwindigkeit gleich der Phasengeschwindigkeiten der einzelnen Komponenten ist. In der dritten Abbildung sind die Phasengeschwindigkeiten der einzelnen Komponenten unterschiedlich.
Die Phasengeschwindigkeit {\displaystyle v_{\mathrm {p} }} berechnet sich aus der Wellenlänge {\displaystyle \lambda \,} (die Strecke, die zurückgelegt wird) und der Periodendauer {\displaystyle T\,} (die Zeit, die dafür benötigt wird) zu
{\displaystyle v_{\mathrm {p} }={\frac {\lambda }{T}}.}
Aufgrund der Definitionen von Frequenz {\displaystyle f\,}, Kreisfrequenz {\displaystyle \omega \,} und Kreiswellenzahl {\displaystyle k\,} ergibt sich die äquivalente Darstellung
{\displaystyle v_{\mathrm {p} }=\lambda \cdot f={\frac {\omega }{k}}.}
Die Lichtgeschwindigkeit im Vakuum ist die Obergrenze für die Übertragungsgeschwindigkeit von Energie und Information. Jedoch gibt es zahlreiche Fälle, in denen Phasengeschwindigkeiten oberhalb der Lichtgeschwindigkeit auftreten. Beispiele sind Materiewellen und Wellen in Hohlleitern.
Auch in bestimmten Medien kann die Phasengeschwindigkeit bei Lichtpulsen durchaus größer sein als die Lichtgeschwindigkeit.

Die grünen Punkte bewegen sich mit Gruppengeschwindigkeit, der rote mit Phasengeschwindigkeit.

## Zusammenhang mit Gruppengeschwindigkeit und Dispersion
| Bezeichnung                                    | Symbol                              | Beziehungen |
| ---------------------------------------------- | ----------------------------------- | --- |
| Amplitude                                      | {\displaystyle {\vec {A}}_{0}}      | \| {\displaystyle {\vec {A}}_{0}\perp {\vec {k}}} \| Transversalwelle \| \| {\displaystyle {\vec {A}}_{0}\\\|{\vec {k}}} \| Longitudinalwelle \| |
| Wellenvektor                                   | {\displaystyle {\vec {k}}}          | Ausbreitungsrichtung |
| Kreiswellenzahl                                | {\displaystyle k\,}                 | {\displaystyle k=\|{\vec {k}}\|} |
| Wellenlänge                                    | {\displaystyle \mathbf {\lambda } } | {\displaystyle \lambda ={\frac {2\pi }{k}}} |
| Kreisfrequenz                                  | {\displaystyle \mathbf {\omega } }  | {\displaystyle \mathbf {\omega } {\big (}{\vec {k}}{\big )}} Dispersionsrelation                                                                 |
| Frequenz                                       | {\displaystyle f}                   | {\displaystyle f={\frac {\omega }{2\pi }}} |
| Phasengeschwindigkeit                          | {\displaystyle v_{\mathrm {p} }}    | {\displaystyle v_{\mathrm {p} }={\frac {\omega }{k}}=\lambda f}                                                                                  |
| Gruppengeschwindigkeit                         | {\displaystyle v_{\mathrm {g} }}    | {\displaystyle v_{\mathrm {g} }={\frac {\partial \omega }{\partial k}}}                                                                          |
| Phasenwinkel                                   | {\displaystyle \varphi }            | {\displaystyle \varphi ={\vec {k}}\cdot {\vec {r}}-\omega t}                                                                                     |
| {\displaystyle {\vec {A}}_{0}\perp {\vec {k}}} | Transversalwelle                    | |
| {\displaystyle {\vec {A}}_{0}\\|{\vec {k}}}    | Longitudinalwelle                   | |

Zur mathematischen Beschreibung einer Welle in einem speziellen Medium benötigt man ihre Wellenform, Amplitude, Frequenz, Phasenwinkel und die zugehörige Wellengleichung – gegebenenfalls mit Randbedingungen. Einer so eindeutig definierten Welle können trotzdem verschiedene Geschwindigkeiten zugeordnet werden, die nicht mit der Phasengeschwindigkeit verwechselt werden sollten.
Die Geschwindigkeit, mit der eine Welle Energie oder Informationen überträgt, ist die Signalgeschwindigkeit. Diese ist für ein verlustfreies Medium gleich der Gruppengeschwindigkeit, also der Geschwindigkeit eines Wellenpaketes.
Ein solches Wellenpaket ist aus monochromatischen Wellen mit unterschiedlichen Frequenzen {\displaystyle f} zusammengesetzt.
Jede dieser monochromatischen Wellen hat eine eigene Phasengeschwindigkeit:
{\displaystyle v_{\mathrm {p} }=v_{\mathrm {p} }(f)}.
Der funktionale Zusammenhang zwischen Phasengeschwindigkeit und Frequenz wird als Dispersion bezeichnet.
Für elektromagnetische Wellen ist die Phasengeschwindigkeit {\displaystyle v_{\mathrm {p} }} und die Gruppengeschwindigkeit {\displaystyle v_{\mathrm {g} }} im Vakuum gleich der Lichtgeschwindigkeit {\displaystyle c}, d. h., das Vakuum ist nicht dispersiv.
In Materie ist die Phasengeschwindigkeit dagegen im Allgemeinen abhängig von der Frequenz. Aufgrund der Beziehung für den Brechungsindex {\displaystyle n=c/v_{\mathrm {p} }} wird hier die Frequenzabhängigkeit des Brechungsindex {\displaystyle n(f)} als Dispersion bezeichnet.

## Beispiele

### Körperschall

Lambmoden für zwei verschiedene Materialien mit Poissonzahl
(z. B. Titan) und (z. B. Stahl)

In Festkörpern können sich Schallwellen als Körperschall ausbreiten. Die Phasengeschwindigkeiten sind dabei je nach Wellentyp verschieden. Beispielsweise beträgt die Phasengeschwindigkeit der Longitudinalwelle bei Raumtemperatur in Edelstahl etwa 5980 m/s; die Phasengeschwindigkeit der Transversalwelle ist um etwa den Faktor 1,8 kleiner: ca. 3300 m/s. In dünnen Platten existieren noch weitere Wellentypen, sogenannte Lambwellen. Im nebenstehenden Bild entspricht jeder Ast einem Lambwellentyp (Mode). Vertikal ist die Phasengeschwindigkeit {\displaystyle v} in Einheiten der Transversalwellengeschwindigkeit {\displaystyle v_{\mathrm {s} }} dargestellt, horizontal die Frequenz als Produkt von Kreisfrequenz {\displaystyle \omega } und Plattendicke {\displaystyle d} in Einheiten der Transversalwellengeschwindigkeit. Die höheren Moden {\displaystyle S_{1},A_{1},S_{2},A_{2},\dots } existieren erst ab bestimmten Mindestfrequenzen und breiten sich dann mit sehr hohen Phasengeschwindigkeiten aus. Die {\displaystyle A_{0}}-Mode hat für kleine Frequenzen eine verschwindende Phasengeschwindigkeit.

### Materiewelle
Gemäß dem Welle-Teilchen-Dualismus kann man einem Teilchen, z. B. einem Elektron mit der Energie {\displaystyle E} und dem Impuls {\displaystyle p}, eine Wellenlänge {\displaystyle \lambda } zuordnen und somit eine Phasengeschwindigkeit
{\displaystyle v_{\mathrm {p} }=f\lambda ={\frac {\omega }{k}}={\frac {E}{p}}}.
Mit Einsteins Formel
{\displaystyle E=mc^{2}}
oder in der Formulierung mit dem Lorentzfaktor {\displaystyle \gamma }
{\displaystyle E=m_{0}\gamma c^{2}}
und der Definition des relativistischen Impulses {\displaystyle p=m_{0}\gamma v} folgt
{\displaystyle v_{\mathrm {p} }={\frac {m_{0}\gamma c^{2}}{m_{0}\gamma v_{\mathrm {g} }}}={\frac {c^{2}}{v_{\mathrm {g} }}}.}
Hier ist {\displaystyle c} die Lichtgeschwindigkeit, die höchste Geschwindigkeit, mit der sich Energie oder Informationen ausbreiten können. Die Gruppengeschwindigkeit {\displaystyle v_{\mathrm {g} }={\frac {\mathrm {d} \omega }{\mathrm {d} k}}} ist die Teilchengeschwindigkeit, die immer kleiner als {\displaystyle c} ist. Daher ist
{\displaystyle v_{\mathrm {p} }>c}.
Die de Broglie-Phasengeschwindigkeit ist also immer größer als die Lichtgeschwindigkeit. Diese sog. superluminale Geschwindigkeit von Materiewellen widerspricht nicht der Relativitätstheorie, da die Signalgeschwindigkeit {\displaystyle v_{\mathrm {g} }} ist.

### Hohlleiter
Auch elektromagnetische Wellen in normalen, zur Leistungsübertragung genutzten Hohlleitern bewegen sich mit Phasengeschwindigkeiten oberhalb der Lichtgeschwindigkeit. Im Wanderwellenbeschleuniger muss die Phasengeschwindigkeit künstlich durch regelmäßig angeordnete leitfähige Blenden auf Werte unterhalb der Lichtgeschwindigkeit verringert werden.